# Arseni Roginski
Arseni Borisovitsj Roginski (Russisch: Арсений Борисович Рогинский), bijgenaamd Senja (Velsk, 30 maart 1946 – Tel Aviv, 18 december 2017) was een Russisch historicus en dissident, bekend als de voorzitter en medeoprichter van de burgerrechtenorganisatie Memorial. Met deze organisatie wilde hij ervoor zorgen dat de misstanden en de slachtoffers van de politieke onderdrukking, waartoe hijzelf ook behoorde, ten tijde van het regime van Stalin, niet zullen worden vergeten.

## Biografie

### Jeugd
Roginski werd geboren in het plaatsje Velsk gelegen in het Velskidistrict wat is gesitueerd in het zuiden van de noordwestelijke oblast Archangelsk. Roginski's familie woonde aldaar in ballingschap omdat zijn vader, Boris Roginski, een ingenieur uit Leningrad, sinds 1938 was gevangen in het nabijgelegen Goelagwerkkamp. Zijn vader werd in 1951 opnieuw gearresteerd en tot vier jaar veroordeeld in een werkkamp alwaar hij stierf in 1956. Het overlijden van zijn vader in een werkkamp en de harde leefomstandigheden hebben Roginski ertoe geïnspireerd ervoor te strijden dat het regime van Stalin nooit zal worden vergeten en te voorkomen dat een soortgelijk regime wederom kan ontstaan door de geschiedenis opnieuw te blijven vertellen.

### Studie en werk
Als Jood mocht Roginski niet aan de universiteit van Leningrad (tegenwoordig Sint-Petersburg) studeren en dus week hij in 1962 uit naar de universiteit in Tartu (Estland) om daar geschiedenis en filologie te studeren. Tevens bestudeerde hij de Decembristen en de Russische extreemlinkse terreurgroep Narodnaja Volja in de 19e eeuw. Hier studeerde hij onder de prominente cultuurhistoricus Joeri Lotman en hier trof hij mensenrechtenactivisten en ook andere critici van het Sovjetregime, zoals de dichteres Natalja Gorbanevskaja die zelf ook bekend zou gaan worden als dissidente. Na zijn opleiding ging hij in 1968 werken en lesgeven bij de Saltykov Sjtsjedrin-bibliotheek (tegenwoordig Russische Nationale Bibliotheek) van Leningrad als bibliograaf en docent aan een avondopleiding. In de bibliotheek waar ook het staatsarchief was gehuisvest raakte hij geïnteresseerd in het onderzoeken van documenten met betrekking tot de onderdrukking onder Stalin. In het begin van de jaren 70 begon hij aldaar met het vergaren van informatie en vormde zijn eigen archief over onderdrukkingen onder Stalin.

### Memorial en detentie
Samen met critici die Roginski onder andere ontmoette tijdens zijn studietijd in Tartu begint hij halverwege de jaren 70 met het publiceren van samizdat genaamd: Geheugen (Russisch: Память, pamjat) die hij redigeert. Het betreft een collectie van historische gegevens over het Sovjetregime, zoals corruptie en machtsmisbruik, de stelselmatige onderdrukkingen en de slachtoffers en de daders worden bij naam genoemd. Het doel was om een collectief historisch bewustzijn te creëren en te streven naar onafhankelijke geschiedschrijving. Roginski vestigt de aandacht op zichzelf met zijn activiteiten en krijgt twee keer te maken met een huiszoeking van de KGB, te weten op 4 februari 1977 en op 6 maart 1979. Hij wordt als gevolg hiervan ontslagen als docent en bij de bibliotheek. In 1981 wordt hem de toegang tot de bibliotheek ontzegd en op 4 december van datzelfde jaar wordt hij veroordeeld tot vier jaar gevangenisstraf vanwege het uitbrengen van anti-Sovjetdocumenten in buitenlandse publicaties en zich middels vervalste documenten toegang verschaffen tot niet-openbare staatsarchieven. Na zijn vrijlating in augustus 1985, de nieuwe secretaris-generaal van de Communistische Partij (CPSU) Michail Gorbatsjov was inmiddels bezig de glasnost (openheid) en de hervormingspolitiek bekend als Perestrojka door te voeren om de CPSU te hervormen, ging Roginski verder met zijn historisch onderzoek om zo de gaten die waren ontstaan, door toedoen van de CPSU, in de geschiedschrijving in te vullen. In 1988 richtte hij als medeoprichter het genootschap Memorial op. Dit genootschap stelde zich als doel om de geschiedschrijving te herstellen, de gevallen slachtoffers te herdenken en de mensenrechten te beschermen. In 1990 werd, op initiatief van Roginski, het gelijknamige Wetenschappelijk Informatie en Educatiecentrum Memorial opgericht dat tegenwoordig bekend is als een burgerrechtenbeweging. In 1992 werd Roginski gerehabiliteerd en is de aanklacht uit 1981 geheel geschrapt. Voor vele jaren functioneerde Roginski als de leider van Memorial waarvan hij vanaf 1996 tot aan het einde van zijn leven ook voorzitter was.

### Overlijden
Roginski is begin 2017 naar Israël vertrokken om daar te worden behandeld voor kanker. Het is voor Russische Joden niet ongewoon om oncologische behandelingen aldaar te ondergaan gezien de relatief betere gezondheidszorg. Op 18 december 2017 is Roginski overleden aan de gevolgen van kanker in Tel Aviv, hij laat zijn tweede vrouw Jekaterina en hun zoon Aleksandr, samen met zijn twee kinderen Boris en Asja, uit zijn eerste huwelijk, achter. Arseni Roginski is 71 jaar oud geworden.